# William McNamara
William „Billy” West McNamara (ur. 31 marca 1965 w Dallas) – amerykański aktor filmowy i telewizyjny niemiecko-irlandzko-angielskiego pochodzenia.

## Życiorys

### Wczesne lata
Urodził się w Dallas w stanie Teksas jako syn profesjonalnego kierowcy rajdowego Ford Motor Company i projektantki architekt wnętrz. Jego dziadek ze strony ojca Robert McNamara był politykiem i biznesmenem. Dorastał w Los Angeles. Uczęszczał do szkoły z internatem w Connecticut. W 1982 w wieku siedemnastu lat został wypędzony z domu, gdy popadł w michaelalkoholizm i narkomanię. Lato 1986 spędził jako asystent na prestiżowym Williamstown Theatre Festival w Berkshire Hills w stanie Massachusetts. Po ukończeniu Uniwersytetu Columbia studiował aktorstwo w Lee Strasberg Theatre and Film Institute w Nowym Jorku.

### Kariera
Pracował jako asystent producenta w 20th Century Fox. Dorabiał także jako model reklamujący wyroby Calvina Kleina. Pojawił się w jednym z odcinków serialu CBS Mali żołnierze (CBS Schoolbreak Special – Soldier Boys, 1987), horrorze Terror w operze (Opera, 1987) oraz w miniserialu przygodowym Tajemnice Sahary (Il Segreto del Sahara, 1988) z udziałem Michaela Yorka, Bena Kingsleya, Andie MacDowell, Jeanaa-Pierre’a Cassela i Daniela Olbrychskiego. Potem można go było zobaczyć w dramacie Rytm (The Beat, 1988) u boku Johna Savage’a, dramacie Skradziony dom (Stealing Home, 1988) jako nastoletni główny bohater-baseballista grany potem przez Marka Harmona, komediowym melodramacie Spełnione marzenia (Dream a Little Dream, 1989) z Harrym Deanem Stantonem.
Popularność przyniosła mu postać Sama Kulaniego w serialu CBS Szpital pod palmami (Island Son, 1989-90) z Richardem Chamberlainem. Szybko jednak powrócił na kinowy ekran w dramatach – Stella (1990) u boku Bette Midler, Bena Stillera i Stephena Collinsa i Texasville (1990) Petera Bogdanovicha z Cybill Shepherd i Jeffem Bridgesem. W telewizyjnym biograficznym NBC Liz: Historia Elizabeth Taylor (Liz: The Elizabeth Taylor Story, 1995) z Sherilyn Fenn wystąpił jako Montgomery Clift. Pojawił się też gościnnie w serialu ABC Nowojorscy gliniarze (NYPD Blue, 2005).

## Aktywizm
McNamara jest aktywistą na rzecz praw zwierząt i weganem. Zaczął ratować koty, psy i konie, a następnie podróżował po świecie, broniąc praw zwierząt. McNamara wyprodukował kilka filmów dokumentalnych, w tym National Geographic Wild Animal Intervention, exposé na temat przemysłu zwierząt egzotycznych w Stanach Zjednoczonych.

## Życie prywatne
W 1992 poznał Erikę Eleniak. Razem zagrali w komedii Eskorta (Chasers, 1994) Dennisa Hoppera i dramacie przygodowo-kryminalnym Czerwony cadillac (Girl in the Cadillac, 1995). Para nie zdecydowała się jednak na małżeństwo, lecz jedynie na zaręczyny, a ich związek zakończył się w roku 1994.

## Filmografia

### Filmy
- 1987: Terror w operze (Opera) jako Stefano
- 1988: Skradziony dom (Stealing Home) jako Billy Wyatt (nastolatek)
- 1988: Rytm (The Beat) jako Billy Kane
- 1989: Spełnione marzenia (Dream a Little Dream) jako Joel
- 1990: Texasville jako Dickie Jackson
- 1990: Stella jako Pat Robbins
- 1992: Szokujące wyznanie (Doing Time on Maple Drive) jako Matt Carter
- 1993: Szaleństwo w Aspen (Aspen Extreme) jako Todd Pounds
- 1993: Pogranicze prawa (Extreme Justice) jako Mark Franklin, surfer
- 1994: Eskorta (Chasers) jako Eddie Devane
- 1994: Gra o przeżycie (Surviving the Game) jako Derek Wolfe Jr.
- 1994: Radio Inside jako Matthew Anderson
- 1995: Czerwony cadillac (Girl in the Cadillac) jako Rick
- 1995: Księga baśni (Storybook) jako książę Arthur
- 1995: Psychopata (Copycat) jako Peter Foley
- 1995: Liz: Historia Elizabeth Taylor (Liz: The Elizabeth Taylor Story, TV) jako Montgomery Clift
- 1997: Chłopcy malowani (The Brylcreem Boys) jako Sam Gunn

### Seriale TV
- 1987: Mali żołnierze (CBS Schoolbreak Special – Soldier Boys)
- 1988: Tajemnice Sahary (Il Segreto del Sahara)
- 1989-90: Szpital pod palmami (Island Son) jako Sam Kulani
- 1998: Potępieniec (Brimstone) jako Gilbert Jax
- 1999: Po tamtej stronie (The Outer Limits) jako Kimble
- 1999–2001: Rekiny i płotki (Beggars and Choopers) jako Brad Advail
- 2003: Prawo i porządek: sekcja specjalna (Law & Order: Special Victims Unit) jako detektyw Sam Bishop
- 2005: Nowojorscy gliniarze (NYPD Blue) jako Richard Pancara
- 2007: Ponad falą (Beyond the Break) jako Richard